# Булгакова, Варвара Михайловна
Варва́ра Миха́йловна Булга́кова (урождённая Покро́вская, во втором браке — Воскресе́нская; 5 [17] сентября 1869, Карачев, Орловская губерния — 1 февраля 1922, Киев) — мать писателя Михаила Афанасьевича Булгакова.

## Биография
Родилась 5 (17) сентября 1869 в городе Карачеве Орловской губернии в семье протоиерея. Окончила женскую гимназию с программой мужских гимназий в Орле. С 1888 по 1890 год работала учительницей женской прогимназии: первый год — в Брянске, второй — в Карачеве. 1 (13) июля 1890 вышла замуж за богослова Афанасия Ивановича Булгакова и переехала в Киев. У пары было семеро детей: 
- Михаил (1891-1940),
- Вера (1892-1972),
- Надежда (1894-1971),
- Варвара (1895-1956),
- Николай (1898-1966),
- Иван (1900-1969)
- Елена (1902-1954).

По воспоминаниям дочери Надежды, «славилась […] как великолепная воспитательница». Помимо родных детей, в её доме в Киеве проживали дети брата её мужа Петра Ивановича — священника русской посольской церкви в Токио — Константин и Николай, которых тот отправил в Россию, поскольку в Японии не было полных русских гимназий, а также её племянница Илария Михайловна Булгакова (1891—1982), приехавшая из польского города Холма, чтобы поступать на Киевские женские курсы. По воспоминаниям Надежды, главной своей задачей Варвара Михайловна считала дать детям образование и сплотить семью так, чтобы братья и сёстры всегда оставались дружны, даже во взрослом возрасте.
В 1907 году Варвара Михайловна овдовела. С 1908 года работала казначеем во Фрёбелевском обществе. Начала встречаться с врачом-педиатром Иваном Павловичем Воскресенским (около 1879—1966). По воспоминаниям первой жены Михаила Булгакова Татьяны Николаевны Лаппы, «Михаил […] всё возмущался, что Варвара Михайловна с Воскресенским […] Он каждую субботу приезжал в Бучу [где у Булгаковых была дача], а если они были в Киеве, приходил всё время, поздно возвращался. Даже ночевать оставался где-то там […] отдельно». Варвара Михайловна вышла замуж за Воскресенского в мае 1918 года. По воспоминаниям третьей жены Михаила Афанасьевича Елены Сергеевны, писатель узнал о втором замужестве матери лишь через много лет, увидев на надгробном памятнике двойную фамилию «Булгакова-Воскресенская». 1 февраля 1922 года скончалась в Киеве от тифа. Михаил Булгаков не смог приехать на похороны из Москвы в Киев из-за отсутствия денег.

## В художественной литературе
Варвара Михайловна Булгакова стала прообразом матери Турбиных в романе Михаила Афанасьевича Булгакова «Белая гвардия», где она именуется «светлой королевой». Причём, временем смерти матери Турбиных назван май 1918 года, когда состоялась свадьба Варвары Михайловны с Воскресенским.